# Piptadenia
Genre
Piptadenia est un genre de plantes à fleurs dicotylédones de la famille des Fabaceae, sous-famille des Mimosoideae, originaire d'Amérique du Nord, d'Amérique centrale et d'Amérique du Sud, qui comprend une trentaine d'espèces acceptées.
Ce sont  des arbres, arbustes et lianes qui poussent dans les forêts tropicales de plaines et sur les rives des cours d'eau.
Plusieurs espèces sont exploitées pour leur bois commercialisé comme bois d'œuvre pour la construction, les poteaux, les manches d'outils, la sculpture, ou comme bois de chauffage. On extrait des tanins de leur écorce.

## Liste d'espèces
Selon The Plant List (15 décembre 2018) :
- Piptadenia adiantoides (Spreng.) J.F.Macbr.
- Piptadenia affinis Burkart
- Piptadenia anolidurus Barneby
- Piptadenia boliviana Benth.
- Piptadenia buchtienii Barneby
- Piptadenia chrysostachys (Benth.) Benth.
- Piptadenia cuzcoensis Barneby
- Piptadenia flava (DC.) Benth.
- Piptadenia floribunda Kleinhoonte
- Piptadenia foliolosa Benth.
- Piptadenia fruticosa (Mart.) J.F.Macbr.
- Piptadenia gonoacantha (Mart.) J.F.Macbr.
- Piptadenia imatacae Barneby
- Piptadenia irwinii G.P.Lewis
- Piptadenia killipii J.F.Macbr.
- Piptadenia latifolia Benth.
- Piptadenia laxipinna G.M.Barroso
- Piptadenia leucoxylon Barneby & J.W.Grimes
- Piptadenia loefgreniana Hoehne
- Piptadenia macradenia Benth.
- Piptadenia micracantha Benth.
- Piptadenia minutiflora Ducke
- Piptadenia moniliformis Benth.
- Piptadenia obliqua (Pers.) J.F.Macbr.
- Piptadenia paniculata Benth.
- Piptadenia peruviana (J.F.Macbr.) Barneby
- Piptadenia polyptera Benth.
- Piptadenia pteroclada Benth.
- Piptadenia ramosissima Benth.
- Piptadenia robusta Pittier
- Piptadenia santosii G.P.Lewis
- Piptadenia stipulacea (Benth.) Ducke
- Piptadenia trisperma (Vell.) Benth.
- Piptadenia uaupensis Benth.
- Piptadenia uliginosa Britton & Killip
- Piptadenia viridiflora (Kunth) Benth.
- Piptadenia weberbaueri Harms